# Олива, Джон
Джонатан Николас Олива (англ. John Nicholas Oliva; род. 22 июля 1960, Бронкс, Нью-Йорк, Нью-Йорк, США), также известный, как просто Джон Олива. Вокалист и сооснователь групп Savatage и Trans-Siberian Orchestra. Старший брат Криса Оливы ведущего гитариста и также сооснователя группы Savatage.

## Биография
Семья Джона и Криса Олива много раз переезжала в детстве, жили в Калифорнии в течение четырёх лет, пока не переехали во Флориду со своей семьей в 1976 году. Как и его брат Крис, Джон считал музыку своим призванием, это он понял во время пребывания семьи в Калифорнии.
Джон учился в начале на фортепиано своего отца, баловался игрой на гитаре и барабанах. Джон и Крис начали играть вместе и сыграли блок-вечеринку, играя Kiss, Deep Purple и ZZ Top. Хотя первоначально Джон был гитаристом братьев, он быстро понял, что талант Криса превосходит его, и стал петь, поменялся с братом местами и играл на басу.
После того как в 1978 году Джона выгнали из школы, и он нуждался в работе, ему посчастливилось присоединиться к группе Metropolis, которая играла каверы на песни Bad Company и Alice Cooper. Так Джон получил его первый гастрольный опыт, когда группа играла в барах и клубах по всей Флориде, но Джон быстро устал от баров и клубов, оставив группу в том же году.
Джон и Крисс вновь объединились, чтобы сформировать свою группу Avatar, название сформировали из групп в которых они участвовали ранее, Alien и Tower соответственно. Аватар позже станет Саватажем. Им завидовали большинство других флоридских групп из-за их «потрясающего оборудования», Avatar изначально состоял из пяти частей, с Джоном на барабанах и вокале и Крисом на гитаре.
Аватар стал известным с помощью бесплатного музыкального издания Tampa Bay Music Magazine, которое рекомендовало группу радиостанции Tampa radio station WYNF, которая проводила конкурс в то время. Группа выиграла конкурс треками «Rock Me» и «Minus Love».
В конце 2006 года в интернет были выложены кадры раннего выступления группы Avatar на концерте в Клируотере, штат Флорида, где была исполнена первая версия песни «Holocaust», которая позже была издана в первом альбоме «Savatage», как обложка альбома «Eruption» Ван Халена и версия VH «You Really Got Me». Первый Ep группы под названием «City Under the Surface» после выпуска было продано 1000 копий, и Par Records пригласила Avatar обратно, чтобы записать полный альбом.
Однако возникла проблема с Европейской группой под таким же названием «Avatar», которая не согласилась с использованием братьями этого названия, и группе нужно было быстро найти решение, исходя из того, что альбом должен был быть выпущен на следующий день. Сидя за столом со своими жёнами и играя с ними в карты, братьям в голову пришло название «Savatage», и первым альбомом под этим названием был «Sirens».

## Дискография

### Savatage
В различное время являлся основным или вторым вокалистом, гитаристом (в альбоме «Handful of Rain»), клавишником и ударником (в альбоме «Handful of Rain») группы.

### Doctor Butcher
- 1994 — Doctor Butcher

### Trans-Siberian Orchestra
- 1996 — Christmas Eve and Other Stories
- 1998 — The Christmas Attic
- 2000 — Beethoven’s Last Night
- 2004 — The Lost Christmas Eve
- 2009 — Night Castle

### Сольно
- 2013 — Raise the Curtain[2]

### Гостевое участие
- 1996 — WWF Full Metal (ведущий вокал песни «We’re All Together Now»)
- 2002 — Xiled to Infinity and One by Seven Witches (лирика и ведущий вокал песни «The Burning (Incubus Reprise)»)
- 2005 — W.A.R.P.E.D. by Chris Caffery (ведущий вокал песни «Iraq Attack»)
- 2006 — Phoenix by Saidian (дополнительный вокал песни «Crown of Creation»)
- 2008- A Salute to Metallica (дополнительный вокал песни «Nothing Else Matters»)
- 2010 — Angel of Babylon by Avantasia (ведущий вокал песни «Death is Just a Feeling»)
- 2010 — Poetry for the Poisoned by Kamelot (дополнительный вокал песни «The Zodiac»)
- 2010 — Ophidia by Neverland (дополнительный вокал песни «Invisible War»)
- 2012 — Era by Elvenking (дополнительный вокал песни «I Am the Monster»)